# Julianstown
Julianstown är en ort i republiken Irland.   Den ligger i grevskapet An Mhí och provinsen Leinster, i den nordöstra delen av landet, 40 km norr om huvudstaden Dublin. Julianstown ligger 16 meter över havet och antalet invånare är 616.
Terrängen runt Julianstown är platt. Havet är nära Julianstown åt nordost. Runt Julianstown är det ganska tätbefolkat, med 108 invånare per kvadratkilometer. Närmaste större samhälle är Drogheda, 6,6 km nordväst om Julianstown. Trakten runt Julianstown består i huvudsak av gräsmarker.